# Нікси

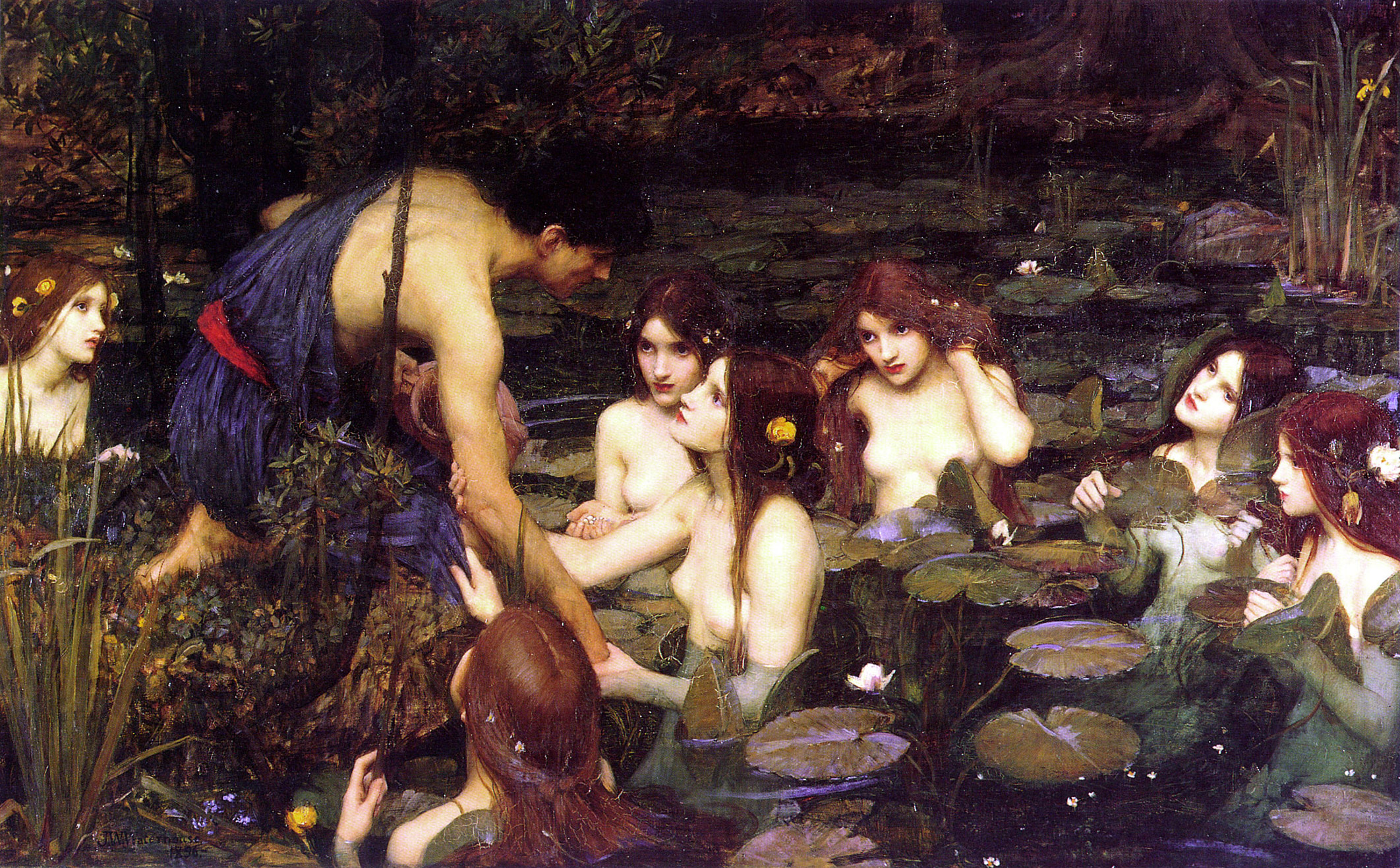
«Гілас та Німфи» — картина Джона Уильяма Уотерхауса

Нікс (нім. Nixen) — це русалки, або водяники в середньо- і північно-європейському фольклорі. 

## Етимологія
Ці слова за своїм походженням виходять до загальнонімецьких *nikwus або *nikwis(i), які, в свою чергу, походять від слова з праіндоєвропейської мови *neigw (означає «мити»). Це пов"язане з санскритським nḗnēkti («мити»), грецькими νίζω (nízō) та νίπτω (níptō), і ірландським nigther.
Форма neck з'являється в англійській та шведській мовах (neck і näck відповідно). Шведська форма походить від давньошведського neker, яке відповідає давньоісландському nykr, і nykk (норвезькому нюнорському).У фінській це слово означає näkki. Давньоданська форма nikke розвинулася в данське і норвезьке слово nøk(ke). Ісландське слово nykur також використовується для позначення гіпопотама.
Давньоверхньонімецька форма nihhus також означала «крокодил»,, а давньоанглійське nicor може означати як «водне чудовисько», так і «гіпопотам».

## Опис в різних країнах

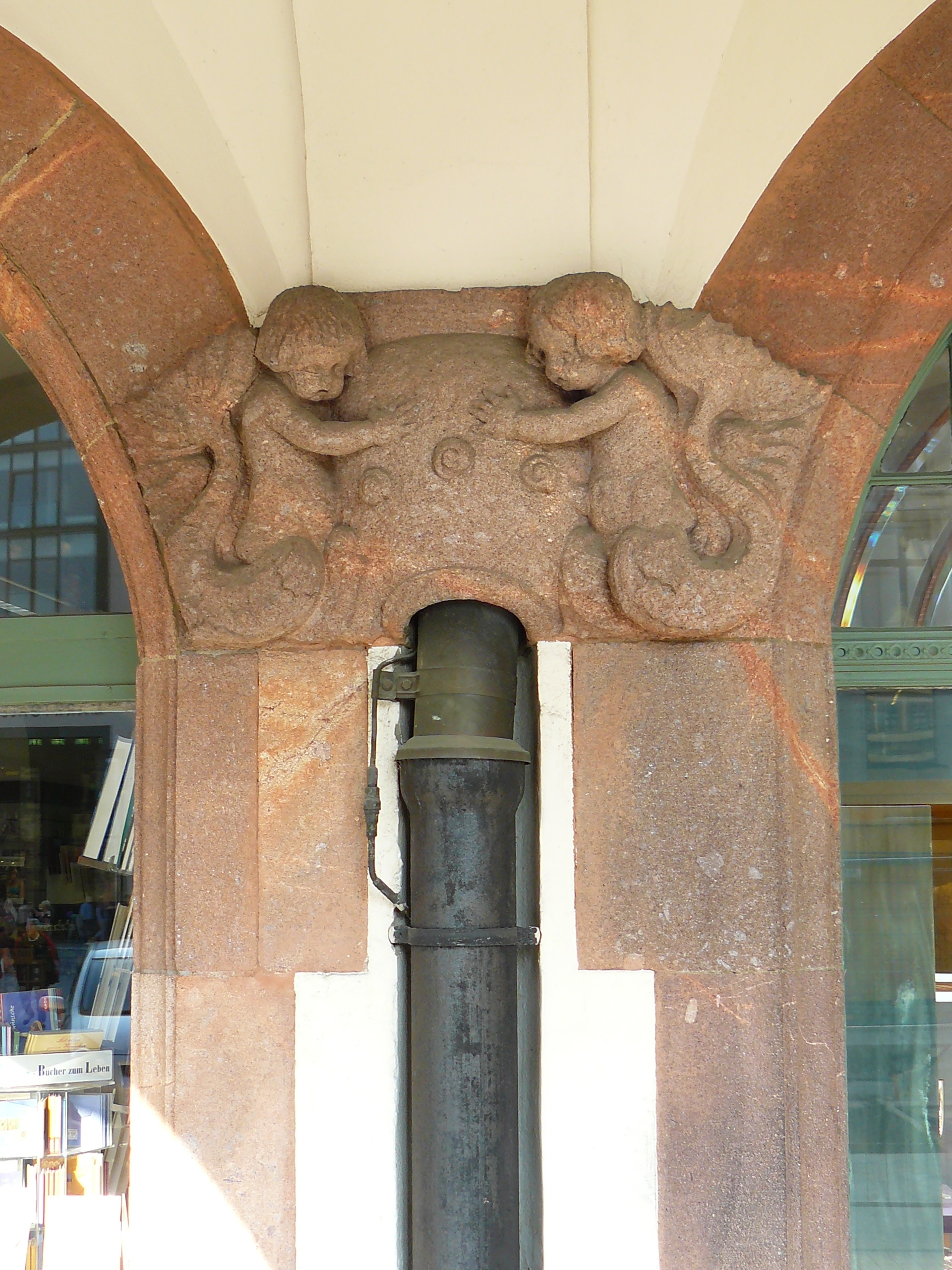
Діти з риб'ячими хвостами на Старій Ратуші в Лейпцизі

Самими ранніми свідоцтвами про русалок були сирени з епосу Гомера «Одиссея», в якій Одиссей намагався запобігти згубній дії пісні сирен. 

### Норвегія

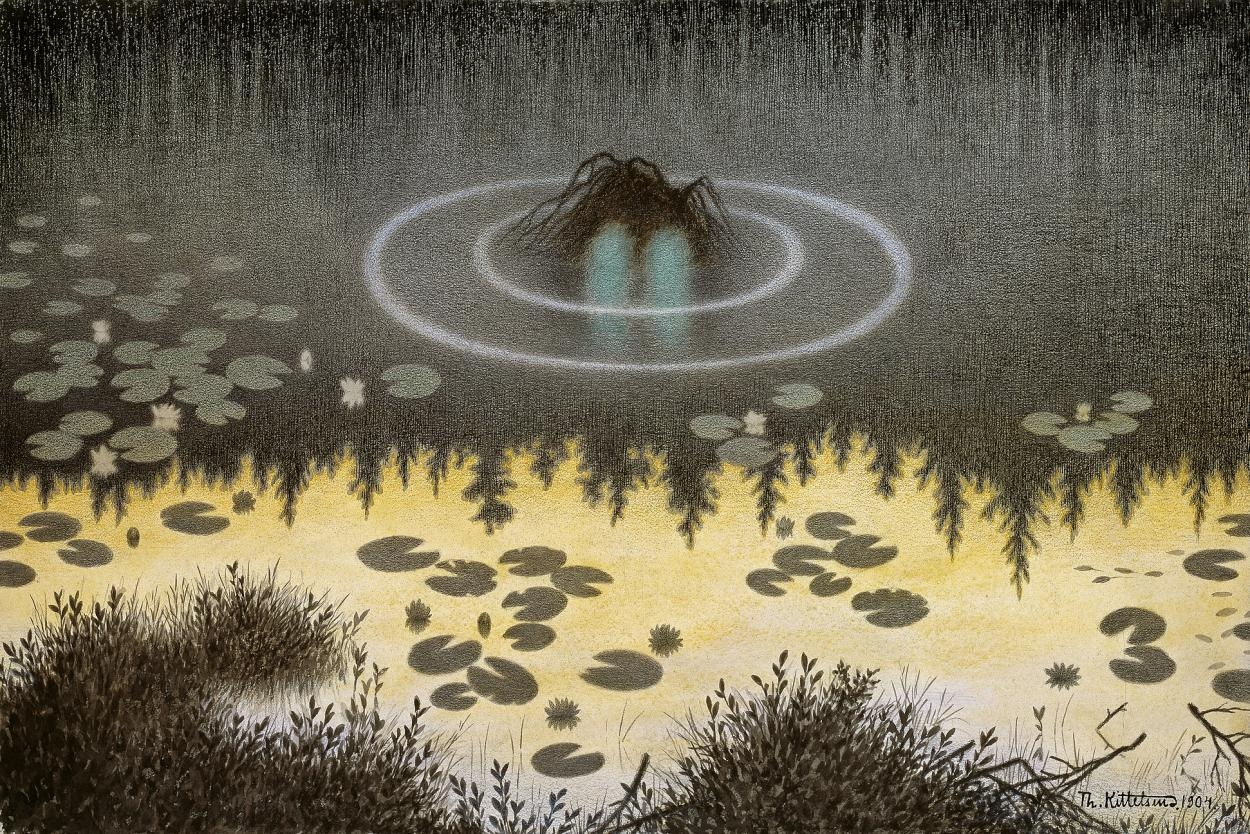
Nøkken- картина Теодора Кіттельсена.

У Норвегії некки (норв. Nøkken) відображаються як страшні, злі істоти, пов'язані з демонами. Вони постійно перебувають біля води і намагаються заманити в неї людей і тварин. Особливо небезпечні були вони для нехрещених немовлят і вагітних жінок. Також вони описуються як сумні люди, що живуть на самоті і скаржаться на те, що вони не можуть потрапити на небеса. 
Некки могли використовувати гарний спів і музику, щоб причаровувати своїх жертв. У декількох історіях некк - майстер гри на скрипці. Є також історії, в яких він навачає людей своєму мистецтву гри на скрипці в обмін на жертву або що-небудь ще - наприклад, обіцянка спасіння і блаженства. 

### Швеція

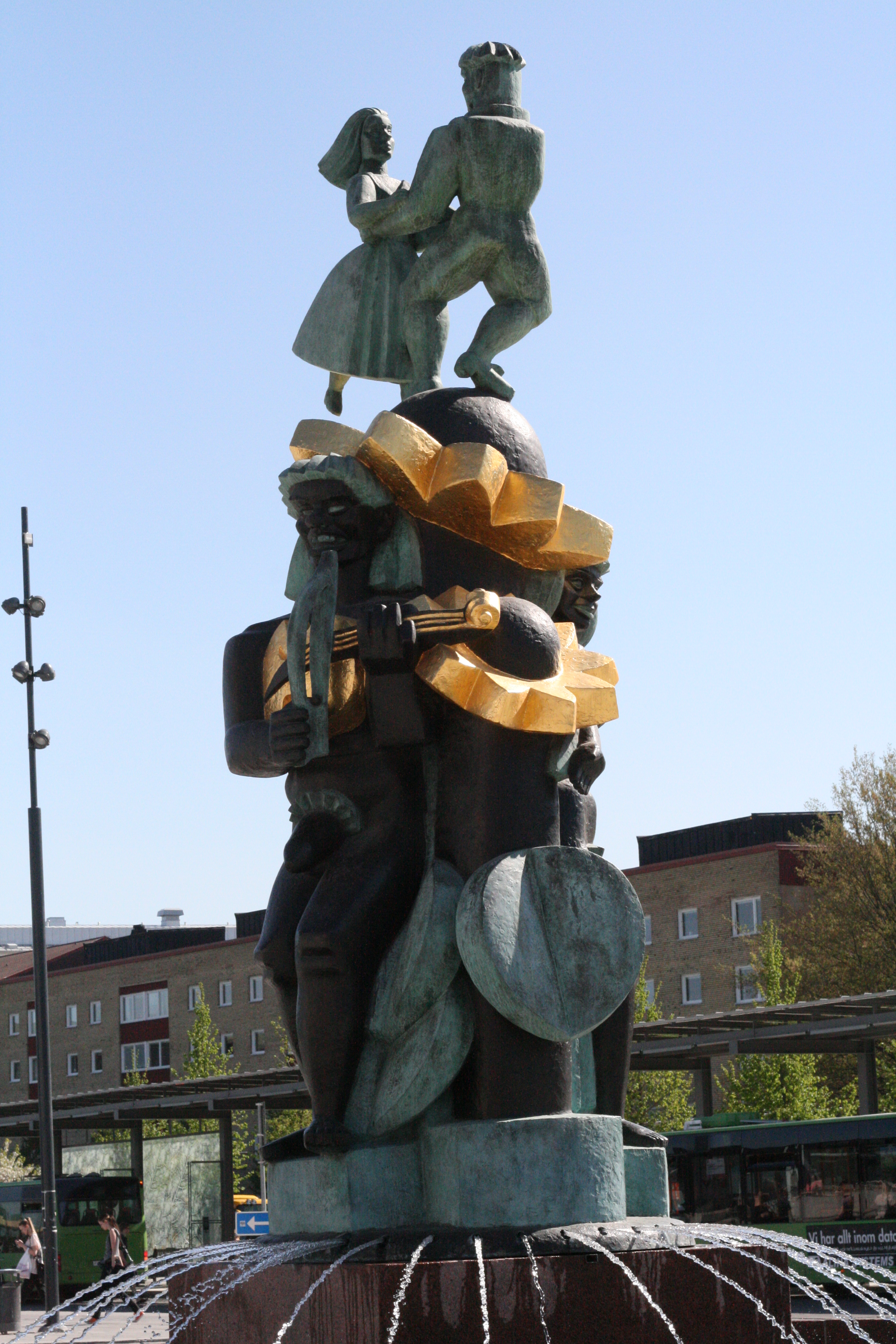
Скульптури некків на фонтані в місті Уппсала

Некки (швед. Näcken) часто асоціювалися з не менш страшними істотами, яких шведською мовою називаютьströmkarlen. Це підземні музиканти, жертви яких сиділи всю ніч біля водоспаду. 

### Німеччина
Нікси в німецькому фольклорі стали русалками, які намагаються заманити людей у воду. Вони чимось схожі на кельтську Мелюзіну і грецьких сирен. Чоловіки-нікс могли бути різних форм: крім водяних, вони були рибами, зміями і навіть людьми. Жінки-Нікс - красуні з риб'ячим хвостом. Коли вони знаходяться в людських формах, їх можуть розпізнати по мокрому подолу одягу. Нікси зображуються як шкідливі в деяких історіях, але безневинні і доброзичливі в інших. 
У 19-му столітті Якоб Грімм зараховує никсів до водяних духів, які люблять музику, пісні і танці і каже: 
«Як сирени, Нікси приваблюють своєю піснею молодь, а потім тягнуть її на дно."  За Грімом, вони можуть бути людьми, однак у них є особливості зовнішності, притаманні тваринам. 

Нікси з легкої подачі Ріхарда Вагнера стали також відомі як діви Рейну. 

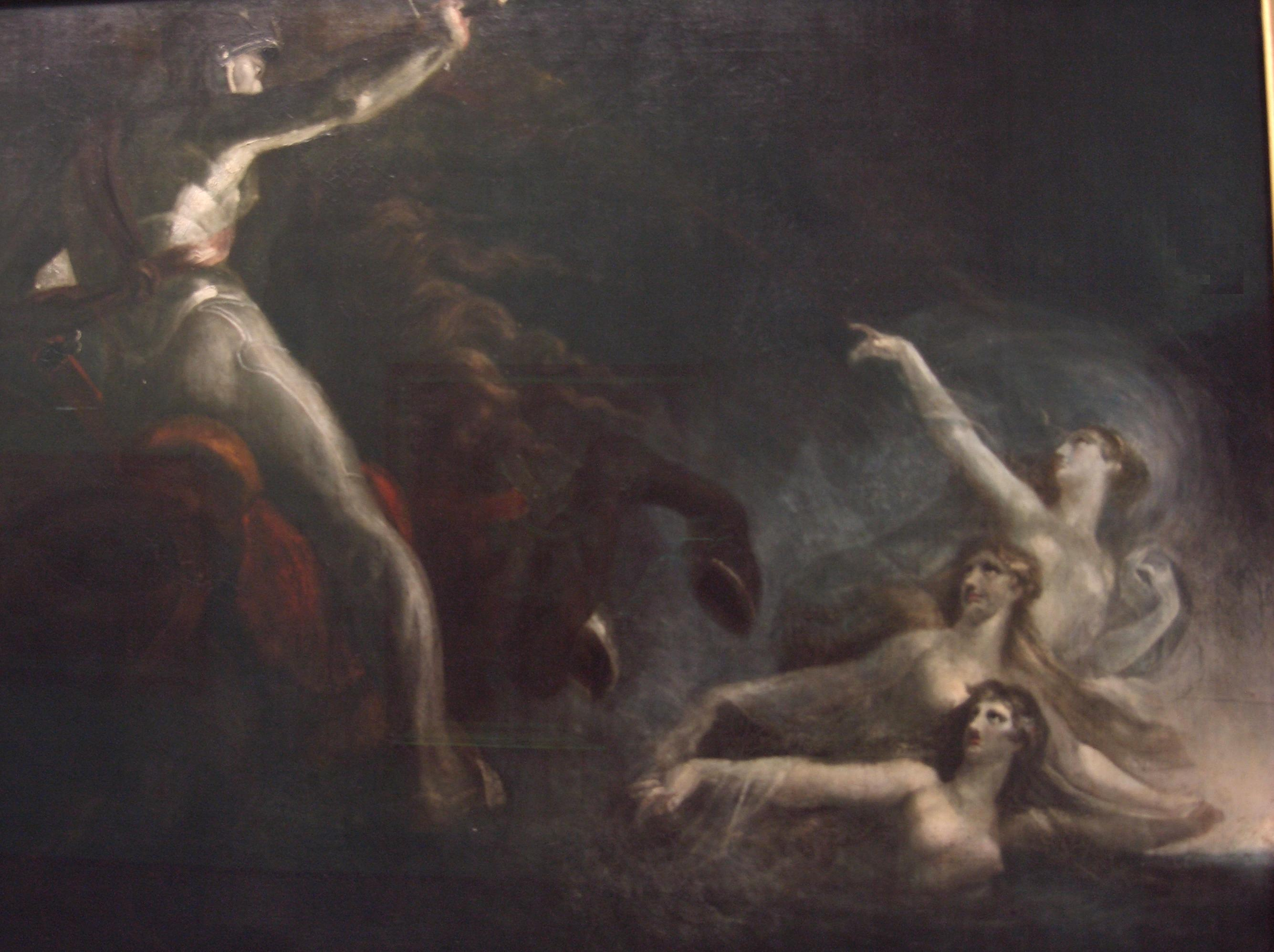
«Діви Рейну» - картина Йоганна Генріха Фюсслі

Однією з найвідоміших нікс німецького фольклору є Лорелея. Згідно з легендою, вона сиділа на одній із скель на березі Рейну (скеля тепер носить її ім'я) і приваблювала своєю піснею рибалок і човнярів на скелі. 

### Данія
Некки (дан. Nøkken) - в данському фольклорі надприродні істоти, які живуть в струмках, річках і озерах, де вони приваблюють людей своєю грою. Некки могли бути чотириногими. 

### Швейцарія
У Швейцарії є легенда (міф), про Ніксів, що жили на березі Цугського озера (кантон Цуг)